# کرونا (نیومکزیکو)
کرونا (به انگلیسی: Corona) یک روستا در ایالات متحده آمریکا است که در شهرستان لینکلن، نیومکزیکو واقع شده‌است. کرونا ۲٫۶ کیلومتر مربع مساحت و ۱۷۲ نفر جمعیت دارد و ۲٬۰۳۹ متر بالاتر از سطح دریا واقع شده‌است.
این شهرک محل سقوط اولین سفینه فضایی روی کره زمین بوده است و این حادثه به رازول مشهور است. همچنین در سال ۲۰۱۹ و شیوع ویروس کرونا، نام این شهرک مجددا سر زبانها افتاد.